# La Clairon
Clair Josèphe Hippolyte Leris (Condé-sur-l'Escaut, 25 de janeiro de 1723 – 29 de janeiro de 1803), conhecida como Mademoiselle Clairon ou La Clairon, foi uma atriz francesa, filha de um sargento do exército. Ela é conhecida principalmente por desenvolver um novo estilo de atuação no qual ela encorajava o foco na conexão emocional entre o ator e o personagem que ele interpretava, em vez do que ela via como representações rígidas de personagens tradicionalmente interpretadas de uma maneira.
Em 1736 fez sua primeira aparição no palco, aos 12 anos de idade, na Comédie Italienne, um pequeno papel em L'Île des esclaves, de Pierre de Marivaux. Depois de vários anos na província, ela retornou a Paris. Suas memórias, Mémoires d'Hippolyte Clairon (1798), estão repletas de seus próprios pensamentos sobre estilos de atuação e elementos teatrais, como maquiagem e figurino. Em suas memórias, ela estabelece suas opiniões sobre um novo estilo de atuação no qual o ator usa inspiração de suas próprias emoções e experiências para criar um impacto mais duradouro no público. Ela era particularmente contra atores interpretando personagens exatamente da mesma maneira que aqueles que os antecederam, porque achava que isso produzia padrões rígidos e desinteressantes com os quais o público se tornaria muito familiarizado. Suas memórias também incluem anedotas sobre o que ela percebia como uma ocorrência sobrenatural regular em sua vida (a assombração de um fantasma de um pretendente anterior), fornecendo uma visão sobre a mente e a vida social de Mademoiselle Clairon fora do palco.